# Affaire Ajavon
Le texte peut changer fréquemment, n’est peut-être pas à jour et peut manquer de recul. 
Le titre et la description de l'acte concerné reposent sur la qualification juridique retenue lors de la rédaction de l'article et peuvent évoluer en même temps que celle-ci.

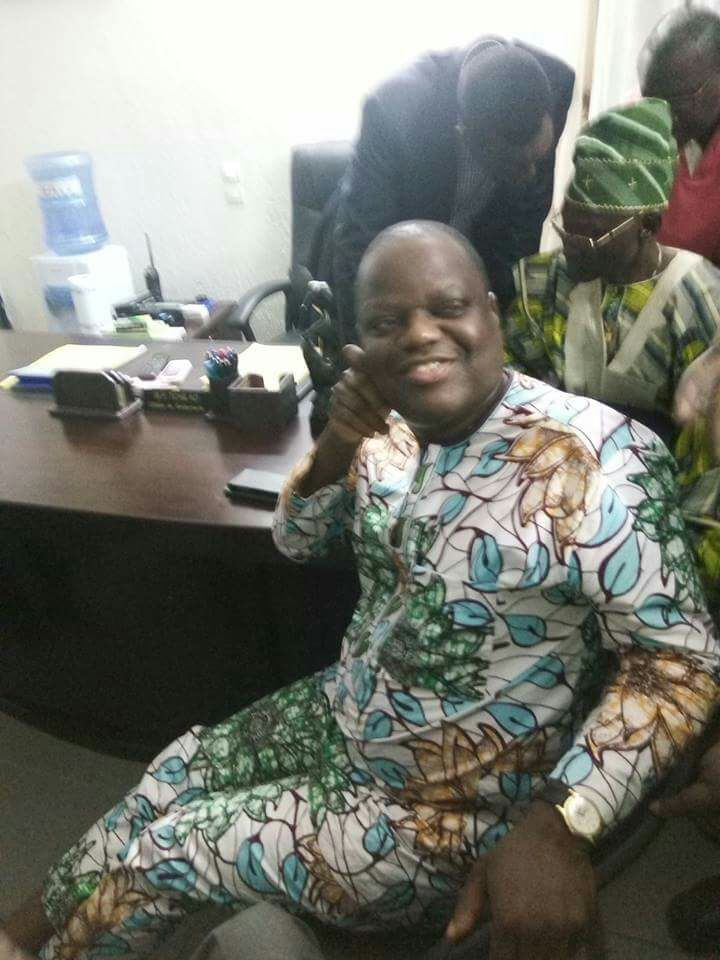
Sébastien Ajavon, à la brigade territoriale de Cotonou après son interpellation le 30 octobre 2016.

L'affaire Ajavon est une affaire judiciaire et politique béninoise ayant débuté avec la saisine le 28 octobre 2016 de 18 kg de cocaïne pure dans un conteneur de la société Cajaf-Comon, propriété de l'homme d'affaires et homme politique Sébastien Ajavon. D'abord relaxé faute de preuve, ce dernier est finalement condamné à 20 ans de prison en 2018, et vit depuis en exil en France, où il a obtenu le statut de réfugié politique. Durant toute la durée de cette affaire, Sébastien Ajavon et ses avocats dénoncent un complot ourdi par le pouvoir, notamment par le président Patrice Talon.
L'affaire a eu plusieurs conséquences politiques. Sébastien Ajavon est devenu l'un des principaux opposants au président, alors qu'il l'avait soutenu durant l'entre-deux-tours de l'élection présidentielle de 2016. En outre, la Cour africaine des droits de l’homme et des peuples (CADHP) a reconnu en 2020 la « violation des droits politiques » de Sébastien Ajavon et demandé la suspension des élections municipales, poussant le Bénin à se retirer du protocole de la Cour.

## Arrestation et première comparution (2016)

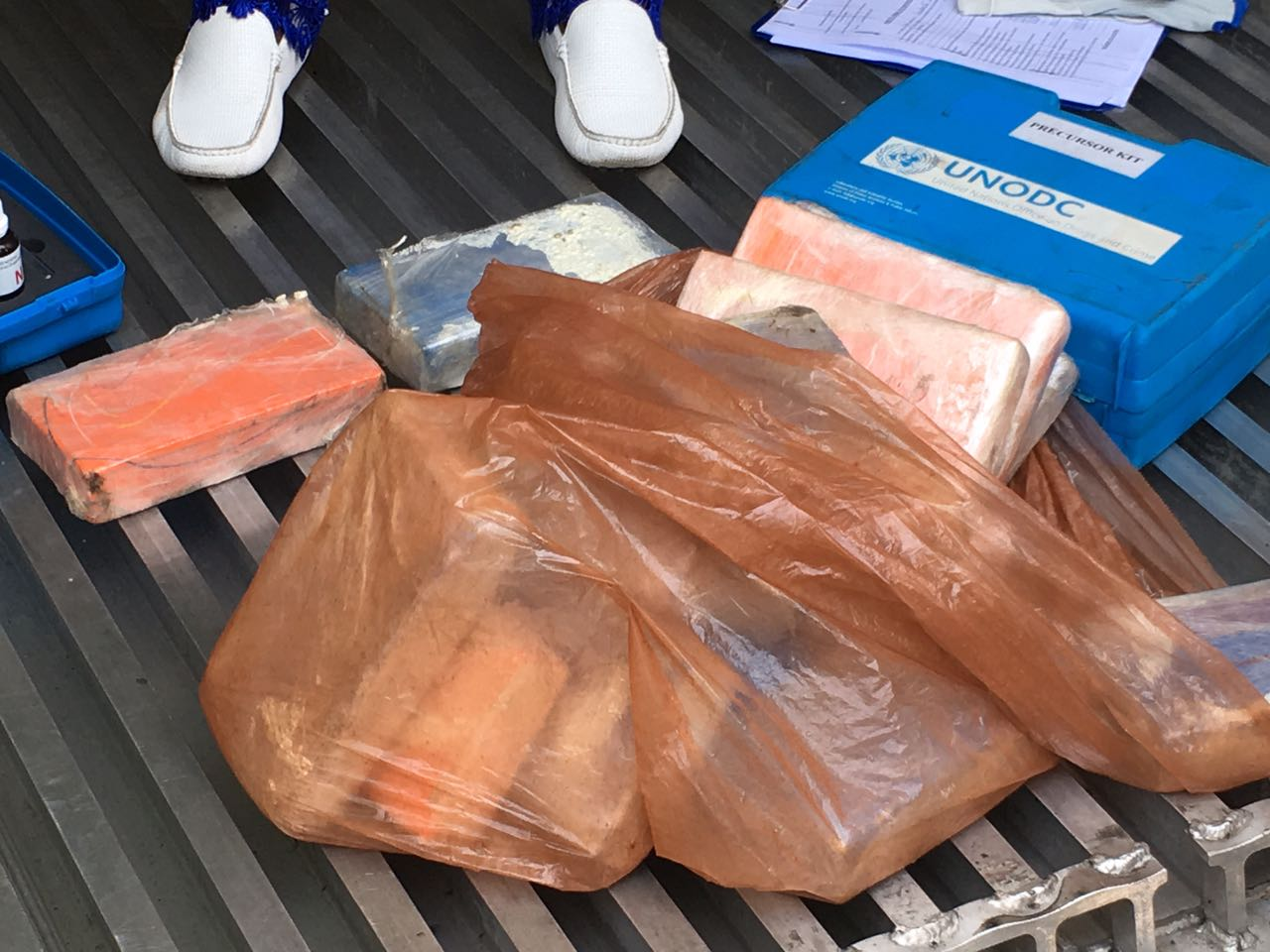
La drogue trouvée dans le port de Cotonou.

Le 28 octobre 2016, 17,265 kg de cocaïne pure sont saisis par la police du port autonome de Cotonou (Bénin) dans un conteneur de la société Cajaf-Comon en provenance du Brésil, cachés entre 2 600 cartons de gésiers de dinde congelés. La société Cajaf-Comon est alors le plus gros importateur de volaille surgelée au Bénin, et est la propriété de l'homme d'affaires Sébastien Ajavon, également ancien candidat à l'élection présidentielle de 2016. 
L'homme d'affaires est alors arrêté et placé en garde à vue pendant une semaine à la gendarmerie maritime de Xwlacodji (Cotonou). Il passe en comparaison immédiate le 4 novembre devant le tribunal correctionnel de Cotonou, aux côtés de 3 de ses employés. 27 avocats sont présents pour le défendre. Il est finalement relaxé pour insuffisance de preuves et au bénéfice du doute,. Sébastien Ajavon et ses avocats dénoncent alors un « complot politique » et une « machination », pointant du doigt le président Patrice Talon et son gouvernement, que l'homme d'affaires avait pourtant soutenu durant l'entre-deux-tours,.
En février 2017, Sébastien Ajavon porte plainte contre X à Cotonou afin de découvrir qui a introduit la drogue dans le conteneur destiné à sa société.

## Autres ennuis et recours devant la CADHP
Les années suivantes, d'autres problèmes apparaissent : deux médias appartenant à Sébastien Ajavon sont suspendus pendant plusieurs mois, et sa société Cajaf-Comon fait face à un redressement fiscal de 254 millions d'euros. Ses avocats dénoncent alors un « acharnement » et demandent la protection de la Cour africaine des droits de l'homme et des peuples (CADHP) pour leur client.
Le 18 mars 2018, lors d'un procès ayant lieu à Arusha (Tanzanie), au siège de la CADHP, les avocats de Sébastien Ajavon réclament 550 millions de FCFA (830 milles euros) de dommages et intérêts à l'État béninois pour préjudices moraux et commerciaux,. Deux témoins ne se présentent pas au procès, disant avoir reçu des menaces. Les avocats de l'État béninois estiment quant à eux que cette demande est irrecevable devant la Cour, car « tous les recours judiciaires internes n'ont pas été épuisés ».

## Procès de 2018
En 2018, Sébastien Ajavon est à nouveau poursuivi pour trafic de cocaïne. Il est jugé par la Cour de répression des infractions économiques et du terrorisme (Criet), un tribunal spécial créé en août 2018.
Le 26 septembre 2018, le procureur spécial, Gilbert Ulrich Togbonon, le convoque ainsi que les trois autres personnes qui, comme lui, avaient été relaxées en 2016. Après une première convocation pour le 4 octobre 2018, le procès a finalement lieu le 18 octobre. Sébastien Ajavon est représenté par plusieurs avocats, et notamment par Éric Dupond-Moretti, futur ministre français de la justice.  
L'homme d'affaires, qui séjourne alors en France depuis plusieurs semaines, refuse de se rendre à son procès, tandis que ses avocats dénoncent de « graves irrégularités de procédure ». 
Le 18 octobre 2018, il est condamné à 20 ans de prison pour « trafic international de cocaïne » ainsi qu'à une amende de 5 millions de FCFA (7 600 €), ce qui représente alors la peine maximale. Un mandat d'arrêt international est également lancé contre lui par la justice béninoise. Ses biens sont saisis et ses sociétés liquidées. Dénonçant un « coup monté », Sébastien Ajavon décide de demander l'asile politique à la France. En avril 2019, le statut de réfugié politique lui est accordé par l'Office français de protection des réfugiés et apatrides (OFPRA).
En mars 2021, il est à nouveau condamné à 5 ans de prison ferme par contumace pour « faux, usage de faux et escroquerie ».

## Conséquences

### Politiques
Ayant auparavant soutenu la candidature du président Patrice Talon pendant l'entre-deux-tours de l'élection présidentielle de 2016, Sébastien Ajavon devient l'un de ses principaux opposants, l'accusant d'être responsable de ses ennuis judiciaires. Il crée ainsi son propre parti politique d'opposition en mars 2018, l'Union sociale libérale (USL).
En mai 2020, l'affaire Ajavon est mentionnée par le journal français Le Monde comme un exemple de la dérive autoritaire du Bénin sous la présidence de Patrice Talon.

### Internationales
Le 29 mars 2019, la Cour africaine des droits de l'homme et des peuples (CADHP) condamne l'État béninois pour violation des droits fondamentaux de Sébastien Ajavon. Elle estime notamment que l’État béninois a violé son droit à être jugé par une juridiction compétente, ainsi que le principe « non bis in idem », selon lequel nul ne peut être poursuivi deux fois pour les mêmes faits. La Cour demande en conséquence l'annulation de la condamnation de la Criet dans un délai de 6 mois. Cette demande reste cependant lettre morte de la part de l’État béninois. 
Le 28 novembre, la CADHP condamne également l'État béninois à payer 36 milliards de FCFA à Sébastien Ajavon pour les préjudices subis, et demande la levée de la saisie imposée sur ses comptes bancaires.
Fin 2019, les avocats de Sébastien Ajavon saisissent à nouveau la CADHP pour dénoncer la « violation des droits politiques » de leur client. La Cour leur donne raison le 17 avril 2020, et ordonne la suspension des élections municipales qui doivent avoir lieu le 17 mai 2020, afin de « préserver la démocratie béninoise ». Le Bénin décide alors se retirer du protocole de la Cour une semaine plus tard.